# Acraea harrisoni
Acraea harrisoni är en fjärilsart som beskrevs av Sharpe 1904. Acraea harrisoni ingår i släktet Acraea och familjen praktfjärilar. Inga underarter finns listade i Catalogue of Life.